# Burg Rotemberk
Die Ruine der Burg Rotemberk (auch: Hradiště Rotemberk bzw. Tvrziště Rotemberk, auch Rotmberk; deutsch: Rotenberg) befindet sich auf dem Gebiet der Gemeinde Habřina im Okres Hradec Králové in Tschechien.

## Lage

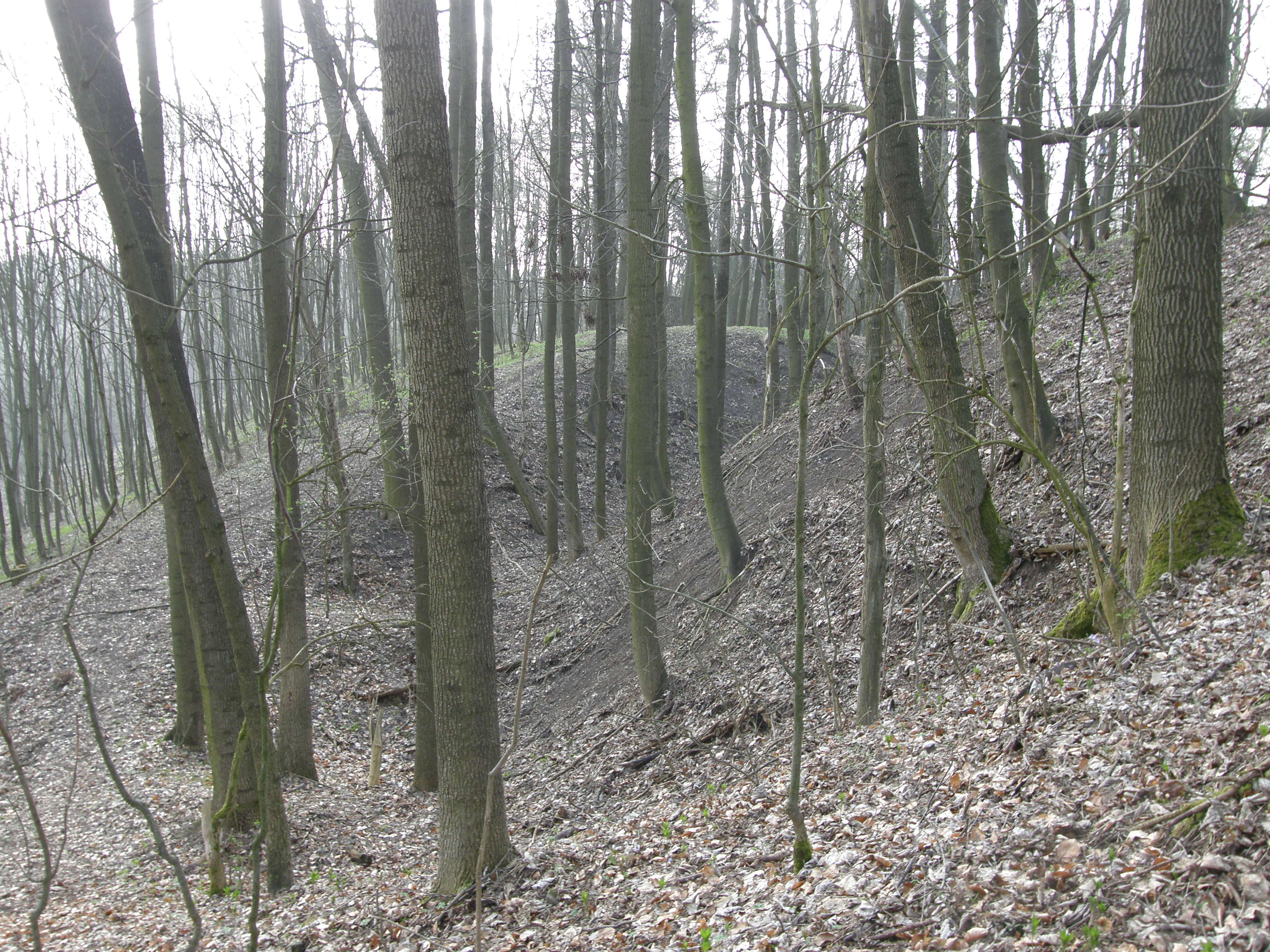
Verbliebene Erdwerke der Burg

Die Ruine der Höhenburg liegt auf 305 m n.m. über dem Tal der Hustířanka. Nachbarorte sind Velichovky im Norden, Rožnov und Neznášov (Nesnaschow) im Osten, Habřina im Süden, Lužany im Südwesten und Hustířany im Nordwesten. Unterhalb der Burgruine liegt südwestlich die Mühle Podhrad.

## Geschichte
Die Burg Rotemberg wurde vermutlich in der ersten Hälfte des 13. Jahrhunderts anstelle der zerstörten Burg Vražba errichtet. Erster bekannter Besitzer war um 1370 Ješek von Neznášov. Dessen Nachkommen bewohnten die Burg bis 1457. 1494 gehörte sie dem Bavor von Hustířany, dessen Nachkommen die Burg aufgaben. 1542 wurde sie als verlassen bezeichnet.